# Robert Darwin
Pour les articles homonymes, voir Darwin.
Dr Robert Waring Darwin, membre de la Royal Society (30 mai 1766 - 13 novembre 1848), est un médecin établi à Shrewsbury et aujourd'hui plus connu comme étant le père du naturaliste Charles Darwin.

## Biographie
Darwin est né en 1766, fils d'Erasmus Darwin et de sa première épouse Mary Howard. Son prénom est choisi en l'honneur de son oncle Robert Waring Darwin d'Elston (1724-1816), un célibataire. Sa mère meurt en 1770 et Mary Parker, la gouvernante engagée pour s'occuper de lui, devient la maîtresse de son père et lui donne deux filles illégitimes.
Darwin étudie la médecine à l'université de Leyde, et obtient son doctorat en médecine à l'université d'Édimbourg en 1786, alors qu'il n'est âgé que de 20 ans. A Édimbourg il étudie avec différents professeurs, et notamment le naturaliste John Walker. Il en retire une telle expérience qu'il enverra son fils Charles y étudier. C'était un homme particulièrement imposant, de grande taille, près de 1,89 mètre pour 150 kg (24 stones).
Le 18 avril 1796, il épouse Susannah Wedgwood (1765-juillet 1817), fille du potier anglais Josiah Wedgwood à St Marylebone dans le Middlesex, et ils ont ensemble 6 enfants :
- Marianne Darwin (1798-1858), qui se marie avec Henry Parker (1788–1858) en 1824.
- Caroline Sarah Darwin (1800-1888) qui se marie avec son cousin Josiah Wedgwood III (petit-fils de Josiah Wedgwood)
- Susan Elizabeth Darwin (1803-1866)
- Erasmus Alvey Darwin (1804-1881)
- Charles Robert Darwin (1809-1882)
- Emily Catherine Darwin (1810-1866)

Il s’oppose d’abord à son fils et à ce voyage de deux ans à bord du HMS Beagle qu’il considère comme une perte de temps, mais il est finalement convaincu par son beau-frère, Josiah Wedgwood II, et finit par donner son accord à la participation de son fils.
Il est promu Fellow of the Royal Society le 21 février 1788.